# Meillerwagen
O Meillerwagen ("veículo Meiller") foi um trailer alemão da Segunda Guerra Mundial usado para transportar um foguete V-2 do 'ponto de transbordo' da Área de Tropa Técnica para o ponto de lançamento, para erguer o míssil no "Brennstand" ("mesa de disparo"), e para atuar como pórtico de serviço para abastecimento e preparação de lançamento.
O nome não oficial 'Meillerwagen' era freqüentemente usado em documentos oficiais e se refere a um fornecedor de peças para o trailer, chamado "Meiller-Kipper GmbH" de Munique, Alemanha (fundada em 1850). O Centro de Pesquisas do Exército de Peenemünde projetou o Meillerwagen, e a empresa Gollnow & Sohn montou o Meillerwagen a partir de componentes fornecidos. O Meillerwagen foi montado com prisioneiros italianos e russos do Lager Rebstock. O Meillerwagen era o veículo número de código 102 de vários veículos em uma bateria de lançamento V-2, que incluía um veículo de controle de lançamento semilagarta de 8 toneladas. O lançamento dos V-2 a partir de equipamentos móveis foi estudado sob o nome de código "Regenwurm" ("Minhoca") para substituir bunkers subterrâneos como de Watten.

## Exemplares sobreviventes
De uma produção relatada de 200 unidades, três são sobreviventes confirmados.
- Australian War Memorial. Treloar Resource Centre. Camberra, Austrália. (Operação Backfire emérito, não restaurado, número de série 5628)
- Royal Air Force Museum Cosford, Cosford Reino Unido. (Operação Backfire emérito, restaurado, número de série não registrado)
- National Museum of the United States Air Force, Wright-Patterson Air Force Base, Dayton, Ohio, EUA. (Unidade experimental A4b, restaurada, número de série 7364)[4]

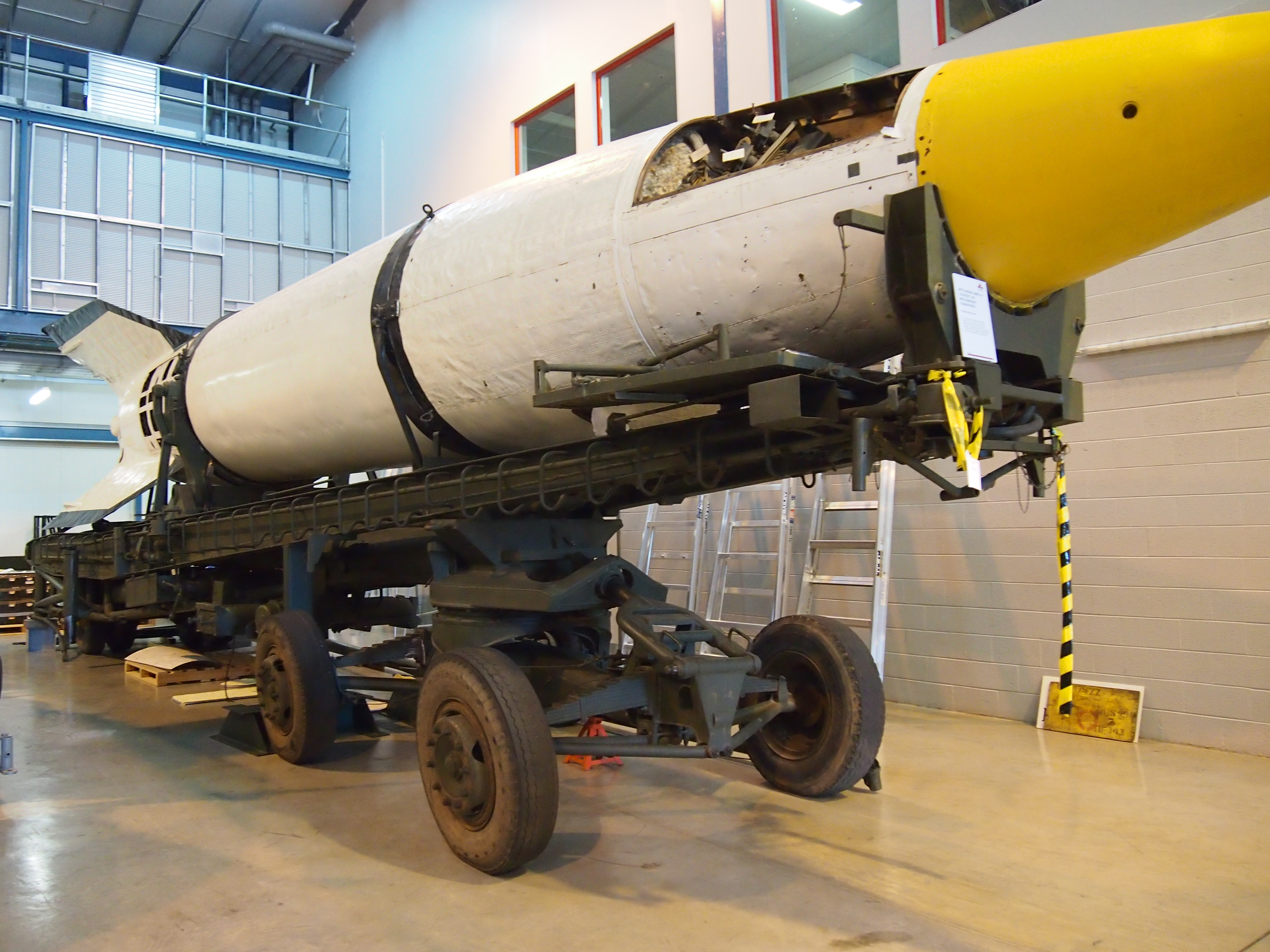
Detalhes do exemplar sobrevivente no museu de guerra da Austrália.

Um número desconhecido foi levado para o leste em 1945, todos ou nenhum deles ainda pode existir em países da antiga URSS.